# جزيرة زافودوفسكي

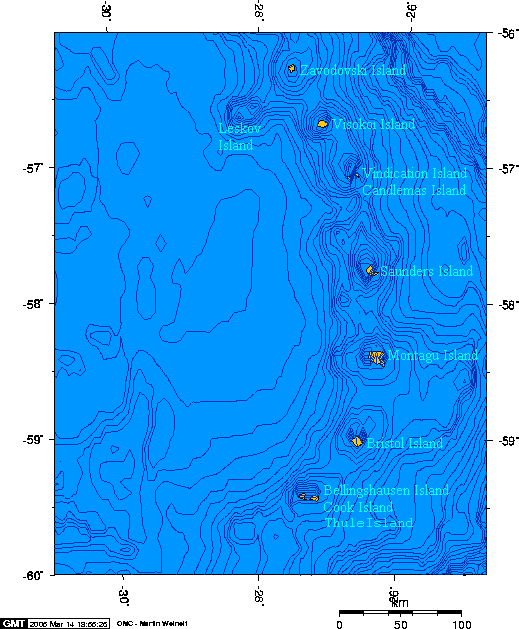
جزر ساندويتش الجنوبية

جزيرة زافودوفسكي هي جزيرة بركانية غير مأهولة في جزر ترافيرساي وهي جزء شمالي ل جزر ساندويتش الجنوبية .
كانت جزيرة زافودوفسكي قد اكتشفت من قبل المستكشف الروسي فابيان غوتليب فون بيلينغسهاوسن عشية عيد الميلاد، 1819.

## معرض الصور

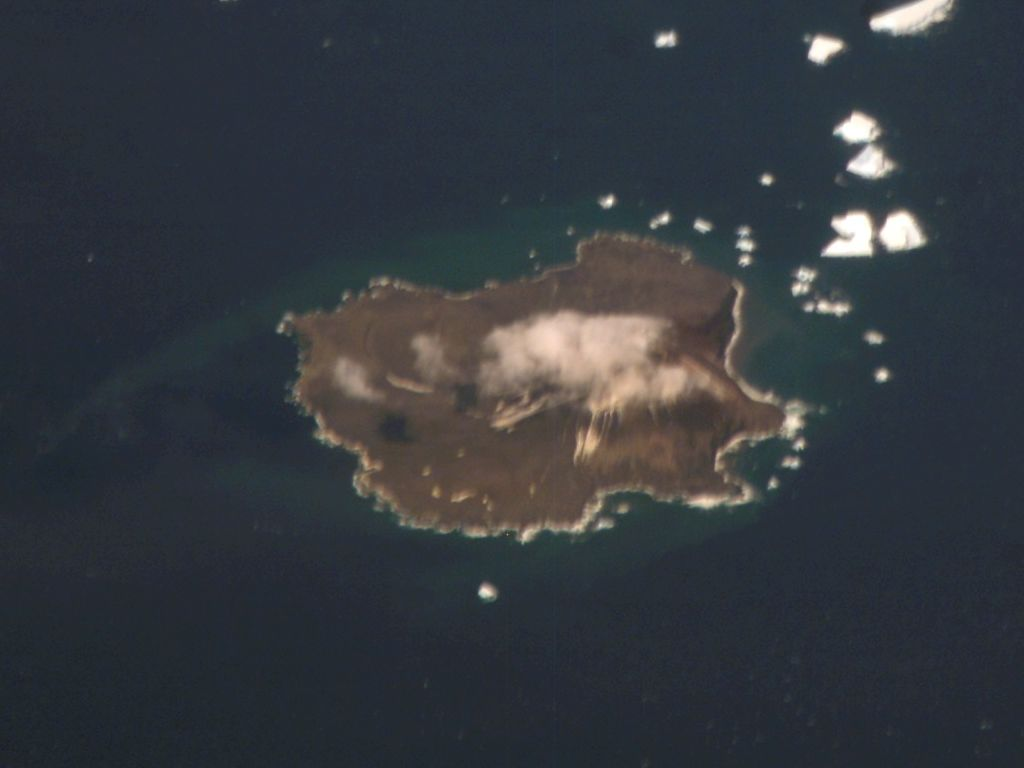
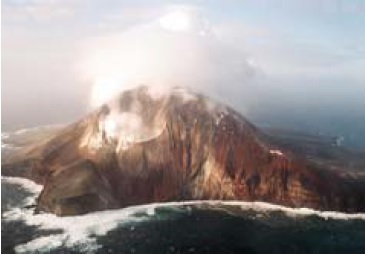